# 1267 Geertruida
1267 Geertruida eller 1930 HD är en asteroid i huvudbältet som upptäcktes den 23 april 1930 av den holländske astronomen Hendrik van Gent i Johannesburg. Den har fått sitt namn efter en släkting till den nederländske astronomen Gerrit Pels.
Asteroiden har en diameter på ungefär 23 kilometer.